# パブロ・エスコバル
パブロ・エミリオ・エスコバル・ガビリア (スペイン語: Pablo Emilio Escobar Gaviria, [ˈɛskəbɑːr]; スペイン語: [ˈpaβlo es.koˈβ̞aɾ];1949年12月1日 - 1993年12月2日) は、コロンビアの犯罪者。「麻薬テロリスト」 (Narco Terrorist)、「麻薬王」 (Drug Lord) とも呼ばれた。「メデジン・カルテル」 (Medellín Cartel) の創設者であり、最大の首領でもあった。エスコバルは「コカインの帝王」とも呼ばれ、1980年代から1990年代初頭にかけて、アメリカ合衆国において自身の組織した麻薬カルテルによるコカインの取引を独占し、その過程で、死ぬまでに推定300億ドル（2021年の時点で640億ドルに相当）もの純資産を蓄えた、史上最も裕福な犯罪者とみなされている。
リオネグロ (Rionegro) に生まれ、メデジン (Medellín) で育った。ラテンアメリカ自治大学 (Universidad Autónoma Latinoamericana) で学ぶも、卒業せずに中退。その後は犯罪に手を染め始め、違法タバコや偽物の宝くじを売ったり、自動車の窃盗にも関与した。1970年代初頭には複数の麻薬密売業者のもとで働き始め、人を誘拐し、その身代金を要求した。
1976年に粉状のコカインを流通させるメデジン・カルテルを組織し、アメリカ合衆国に向けた最初の密輸経路を確立した。エスコバルがアメリカに潜入したのち、コカインの需要は急激に伸びるようになり、1980年代には、コロンビアからアメリカに向けて、月間70 - 80トンものコカインの輸送を、エスコバル自ら主導したと推定されている。彼は瞬く間に世界有数の富豪となったが、国内外にいる敵の麻薬カルテルとの闘争が常に絶えず、敵の殺戮、警察官、裁判官、地元住民、著名な政治家の殺人や暗殺を主導し、コロンビアを殺人が跋扈する国へと変えた。
1982年に実施されたコロンビア議会選挙にて、エスコバルは、政党「自由主義代替運動」（のちの「コロンビア自由党」）の党員として出馬し、下院議会の補欠議員に当選した。政治家となったエスコバルは、住宅やサッカー競技場の建設といった地域の事業計画を担当し、エスコバルが頻繁に訪れる町の地元の人々の間で、彼の人気は高まるようになった。しかしながら、彼の政治的野心はコロンビア政府とアメリカ連邦政府に妨害され、アメリカ連邦政府は、コロンビア国家警察の特別作戦部隊 (Bloque de Búsqueda, 「ブロッケ・デ・ボスケダ」, 非常に危険な個人および団体の捕獲や殺害を目的に結成された) に向けて、エスコバルの逮捕を毎日のように強く要求するようになった。1989年12月6日に発生したボゴタの治安行政局の建物が標的となったDAS庁舎への襲撃事件や、1989年11月27日のアビアンカ航空203便爆破事件は、エスコバルが指揮した、と広く信じられている。アビアンカ航空203便には、のちにコロンビアの大統領となるセサル・ガビリア (César Gaviria) が搭乗する予定であり、エスコバルは彼を標的に爆弾を仕掛けたが、セサル・ガビリアはこの機体には乗っていなかった。この航空機爆破事件では110人が殺された。
1991年、エスコバルは当局に自首し、多くの罪状で5年の禁錮刑を言い渡されたが、セサル・ガビリアとの間で身柄引き渡しを禁止する取り決めを結び、自ら建設した快適な刑務所「ラ・カテドラール」 (La Catedral, 「大聖堂」の意) に収容され、そこで暮らすようになった。しかし、当局がより刑務所らしい施設にエスコバルの身柄を移そうとしたことで、1992年にエスコバルはここから脱走し、潜伏生活に移ったことにより、コロンビア全土でエスコバルの追跡活動が開始され、メデジン麻薬連合は瓦解した。44歳の誕生日を迎えた翌日の1993年12月2日、エスコバルは故郷のメデジンにて、コロンビア国家警察率いる特殊作戦部隊との銃撃戦の最中に死亡した。
エスコバルの遺した置き土産は、物議を醸し続けている。エスコバルの犯罪の凶悪性を非難する人は数多いが、一方で貧しい人々の暮らしの便宜を図ろうともしていたことから、コロンビアではエスコバルを「ロビン・フッド (Robin Hood) のような存在」と考えている住民もいる。エスコバルの死を悼み、葬儀には25000人を超える人々が参列した。
彼の私有地であった「アスィエンダ・ナポレス」 (Hacienda Nápoles) は、遊園地として生まれ変わった。
エスコバルの生涯は、映画、テレビ番組、音楽に幅広く着想を与え続けている。
現在でも「コロンビア出身者として最も有名な人物」と一般に看做されている。

## 生い立ち

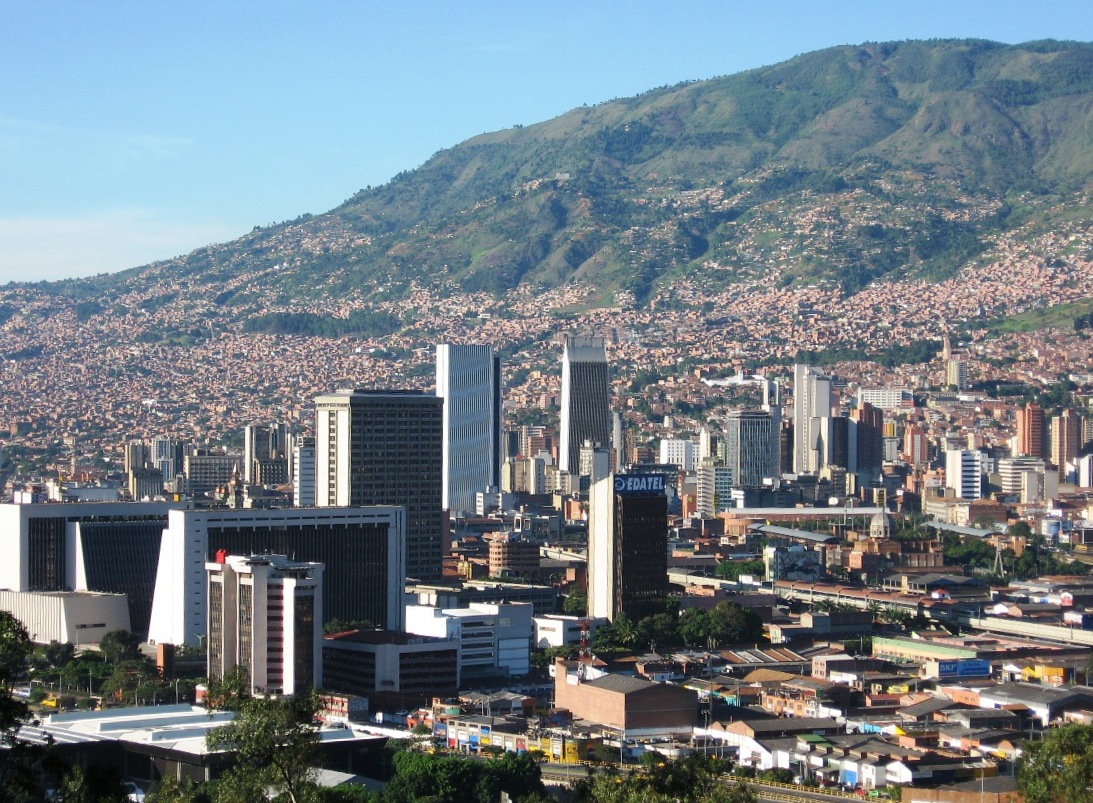
エスコバルが育ったメデジンの街

1949年12月1日、コロンビア・アンティオキア県リオネグロ (Rionegro, Antioquia) にて、7人兄弟の3番目の子供として生まれた。父アベル・デ・へソス・ダリ・エスコバル・エチェベリ (Abel de Jesús Dari Escobar Echeverri, 1914 - 2001)は農夫、母エルミルダ・デ・ロス・ドロレス・ガビリア・ベリーオ (Hermilda de Los Dolores Gaviria Berrío, 1917 - 2006) は小学校の教員であった。パブロはメデジン (Medellín) の近郊にある都市で育った。
10代の頃に墓石を盗んで磨き上げ、それを地元の密輸業者に転売した。これが彼の犯罪経歴の始まりと見られている。パブロの兄、ロベルト・デ・ヘソス・エスコバル・ガビリア (Roberto de Jesús Escobar Gaviria) の著書『The Accountant's Story』（『会計士の物語』）によれば、パブロは墓石を磨いて叔父の店に持っていき、後にコカインを密輸すれば、お金をより多く稼げるのではないかと考えたという。
エスコバルの息子、ホワン・パブロ・エスコバル・エナーオ (Juan Pablo Escobar Henao) がのちに発表した著書『Pablo Escobar: My Father』によれば、「父の犯罪稼業への進出は、高校の卒業証書を偽造し、それの販売に成功したのが始まりとなった」という。エスコバルはメデジンにあるラテンアメリカ自治大学 (Universidad Autónoma Latinoamericana) で学んでいたが、学位を取得することなく中退した。エスコバルは、普段はこの大学の卒業証書を偽造したものを使っていたという。
やがてエスコバルはオスカル・ベネ・ラギーレ (Oscar Benel Aguirre) と手を組み、多くの犯罪行為に手を染めるようになった。彼ら2人は、しみったれた路上詐欺、禁制品（密輸）のタバコと偽物の宝くじの販売、自動車の窃盗にも関与した。麻薬取引に参入する前の1970年代初頭、エスコバルは泥棒兼用心棒として活動しており、メデジンの政府高官を誘拐して身代金を要求し、10万ドルを手にしたと言われている。
また、幼いころに「22歳になるまでに100万ペソ（コロンビア・ペソ）を手に入れる」という野心を抱いていたエスコバルは、メデジン周辺で暗躍していた密輸業者、アルバーロ・プリエート (Alvaro Prieto) の下で働き始めた。26歳になるころには、1億ペソ（300万ドル以上）もの銀行預金を有していたという。

## 最初の逮捕
ロベルト・エスコバルの著書『The Accountant's Story』では、中流階級の出身で地味な存在であったパブロが、いかにして世界有数の富豪の1人に伸し上がったか、が語られている。パブロは1975年からコカイン稼業を展開し始めた。コロンビアからパナマを経由する形でアメリカ合衆国への密輸経路を確保し、航空機を何度も飛ばした。パブロの息子・ホワンによれば、「父はリアジェットを含む大型の航空機を15機、ヘリコプターを6機購入したのち、父の友人の1人が航空機の着陸の最中に機体を破壊されて死亡した」という。パブロは、残された残骸の部品から航空機を復元し、のちにアスィエンダ・ナポレス (Hacienda Nápoles) にある自身の所有する放牧場の門の上に、この復元した機体を吊るした。1976年5月、パブロは部下数名とともに逮捕された。彼らはエクアドルから重い荷物を持ってメデジンに戻ろうとした際に、18 kg分の白い練り物にしたコカインを所持していた。当初、パブロは自分を裁判にかけようとしたメデジンの裁判官に賄賂を送って買収しようとするも、失敗に終わった。何ヶ月にもわたる法廷での論争ののち、パブロは自身を逮捕した警官を殺すよう命じた。その後、この事件は不起訴処分となった。この出来事は「賄賂や殺人を駆使して当局への対策を講じようとするパブロのやり方の始まりとなった」という。

## 麻薬密輸経路の確立

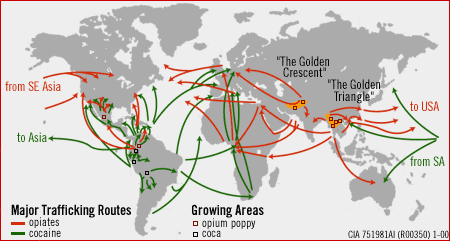
コカインの密輸経路

やがて、アメリカ合衆国においてコカインの需要が急激に増加した。エスコバルは、南フロリダ、カリフォルニア、プエルト・リコを始めとした地域で、コカインの密輸経路と流通網を手配していった。エスコバルは麻薬カルテルの共同創設者であるカルロス・レデル (Carlos Lehder) と協力し、フロリダの海岸から南東220マイル（約354 ㎞）離れた海域に「ノルマンの小島」 (Norman's Cay) と呼ばれる島を開発した。ここはバハマ諸島におけるコカインの新たな船舶輸送地となった。伝えられるところでは、エスコバルは「ノルマンの島」は購入しておらず、カルロス・レデル単独の事業であったという。エスコバルはロベルト・ベスコ (Robert Vesco) とともに、この島の土地の大部分を購入し、滑走距離3,300フィート（約1 km）の滑走路、港、ホテル、建物、ボート、航空機を置き、コカインを冷蔵で保管するための倉庫を建設した。1978年から1982年まで、ここはメデジン・カルテルによる麻薬密輸経路の中心の地として活用された。麻薬密輸で莫大な利益を得たエスコバルは、アンティオキアにて20 km2もの土地を数百万ドルで購入し、そこにアスィエンダ・ナポレスを建設した。エスコバルはここに絢爛豪華な住居を構え、動物園、湖、彫刻庭園、私設の闘牛場を用意し、自身の家族やメデジン・カルテルのための娯楽施設も建設した。1975年の密輸に関する税関の調査で、「9. Escobar Gaviria, Pablo Emilio. Narcotraficante」と、エスコバルの名前が登録されていた。「Narcotraficante」（「ナルコトラフィカンテ」）は「麻薬密売人」の意。
麻薬流通網が有名になるにつれて、エスコバルの名も急速に国際的に知られるようになった。メデジン・カルテルは、アメリカ合衆国、メキシコ、ドミニカ共和国、ベネズエラ、スペインに流入する麻薬の大部分を管理していた。生産工程も変化し、近隣諸国で生産されたコカインに比べて、品質が低水準と見られ始めたコロンビア産のコカインに代わり、ボリビア産やペルー産のコカインが広まるようになった。より量が多く、より効き目の強いコカインへの需要が高まるにつれて、エスコバルはロベルト・スアレス・ゴメス (Roberto Suárez Goméz) と協力するようになった。南北アメリカ大陸やヨーロッパ圏の国々への麻薬の密輸の増加が促進され、いずれアジアの国々にまで届くようになる、と噂されるようになった。

## 政界進出
1982年に実施されたコロンビア下院議会選挙にて、エスコバルは政党「自由代替運動」（のちの「コロンビア自由党」, Partido Liberal Colombiano）から出馬し、補欠当選を果たした。選挙戦の初期のエスコバルは、政党「自由再生運動」から立候補していたが、この党は同年に実施されたコロンビア大統領選挙に出馬したルイス・カルロス・ガラン (Luis Carlos Galán) を支援していた。ルイス・カルロス・ガランは、1979年にコロンビア自由党から派生する形で、党派「新自由主義」 (Nuevo Liberalismo) を結成している。ガランの強い反対により、エスコバルは「自由再生運動」から離党せざるを得なくなった。

## 最高裁判所包囲事件

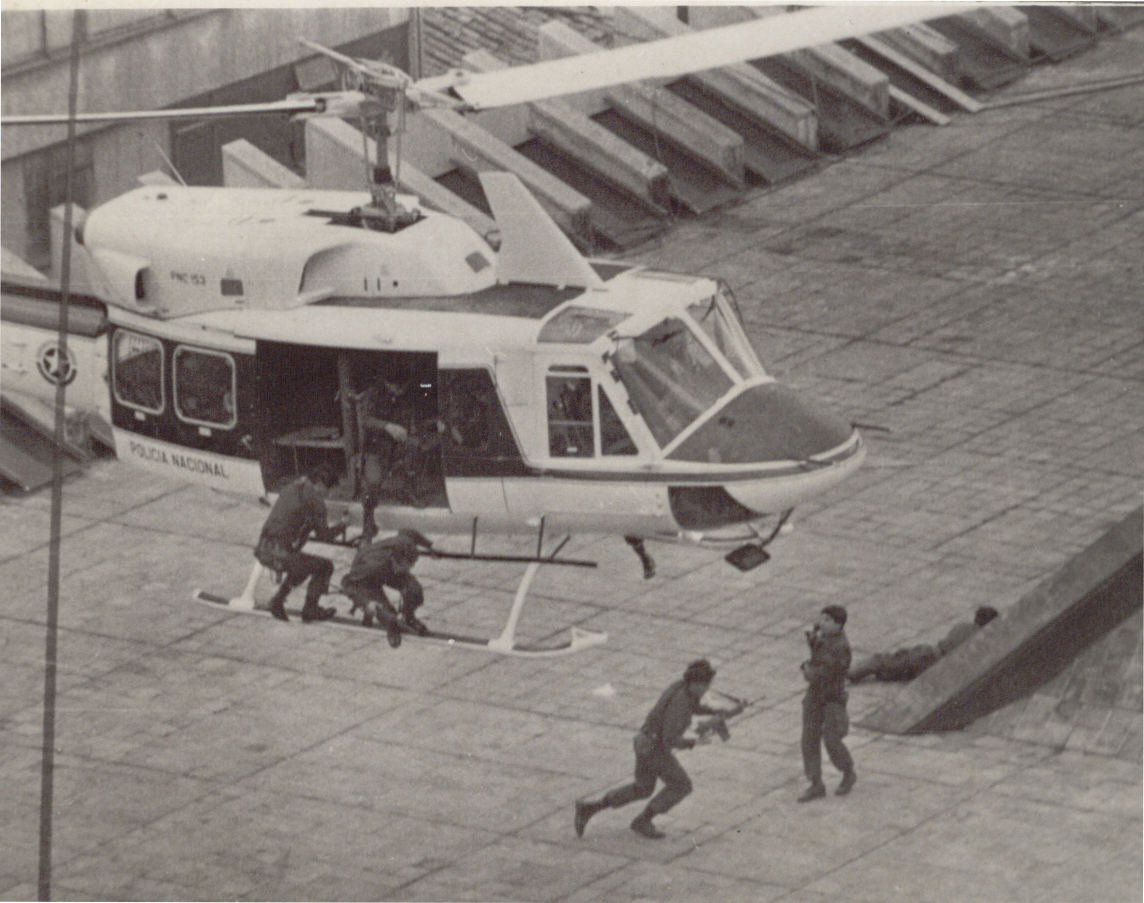
最高裁判所の建物の屋上に軍隊を配備する様子（1985年11月）

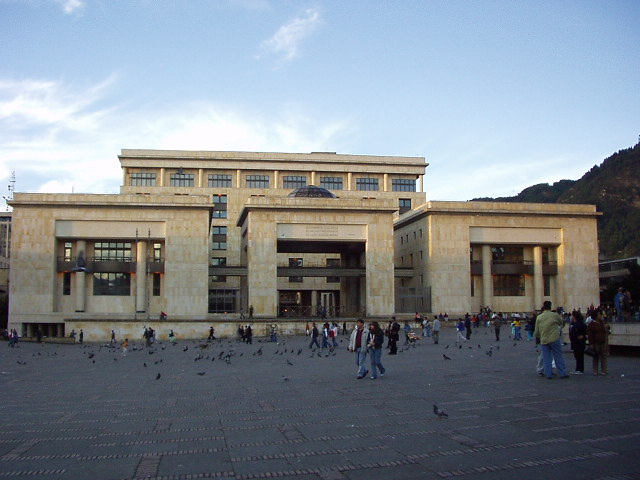
ボゴタにあるコロンビア最高裁判所の建物（2004年）

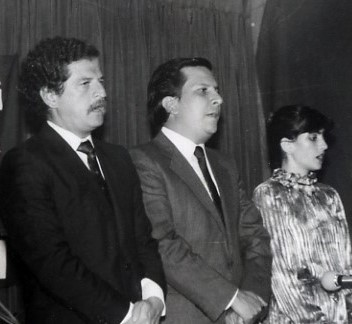
ルイス・カルロス・ガラン（写真左）と法務大臣のロドリーゴ・ララ（写真中央）の2人は、エスコバルの命令で暗殺された

1985年11月6日、コロンビアの首都・ボゴタにあるコロンビア最高裁判所が包囲、襲撃されるという事件が起こった（→コロンビア最高裁占拠事件）。1970年4月19日に実施されたコロンビア大統領選挙のあとに組織された共産遊撃部隊、「Movimiento 19 de Abril, M-19」（4月19日運動）と呼ばれた集団が、最高裁判所の建物を包囲し、襲撃した。この包囲事件にはエスコバルが資金を提供し、支援したとされる。エスコバルの息子・ホワンによれば、「この襲撃計画を思い付いたのは父ではないが、父はM-19に100万ドルを提供した」といい、それによると、「父はM-19の構成員たちが目指していたものに共感しており、彼らを保護し、支援するための方法を模索していた」という。
当時、コロンビア最高裁判所は、コロンビアとアメリカ合衆国との間で協議されていた犯罪者身柄引渡し条約の合憲性について検討しており、「M-19」はその意趣返しに出たとみられている。M-19の遊撃部隊は最高裁の建物に闖入し、コロンビア政府の手でアメリカに送還されることを脅威に感じていたコカイン密輸業者の集団、「ロス・エクストラディタブレス」 (Los Extraditables) に関する全ての書類と記録を焼却しようとした。また、「ロス・エクストラディタブレス」の名簿には、エスコバルの名が記入されていた。事件当日、「M-19」の構成員たちは建物内にいた人たちを人質に取り、人質解放交渉の際にその人質を利用することで、「ロス・エクストラディタブレス」のアメリカへの引き渡しの阻止に役立てようとした。
この襲撃事件では最高裁の判事が11人殺され、判事補、弁護士、予備評議員、簡易食堂の従業員、通行人、建物内にいた民間人が多数殺され、行方不明者も出た。

## 収入
最盛期にあったころのメデジン・カルテルは、1日あたり7000万ドル（2021年の時点で1億4950万ドルに相当）以上の収入を得ていた。年間でおよそ260億ドル（2021年の時点で555億ドル）もの収入水準に達していた。1日につき15トンのコカイン（5億ドル以上）をアメリカに密輸し、その一方で、受け取った現金の束を包むための輪ゴムを仕入れるのに一週間で1000ドル以上掛かり、その札束の大半を倉庫内に保管していた。しかし、倉庫内にネズミが侵入して紙幣を齧っていたことで「損傷」が発生し、それによって毎年の資産の10%が台無しとなっていた。
コカイン稼業の要諦について質問を受けた際、エスコバルは以下のように回答した。
「（取引は）単純なものだ。どこででも誰かに金を渡し、そして、金を回収する際に支援してくれる銀行の重役に金を支払うんだよ」
1989年、事業雑誌のフォーブス誌 (Forbes) は、エスコバルについて、「世界に227人いる億万長者の1人である」と推定し、「その純資産は30億ドル（2021年の時点でおよそ64億ドル）に迫りつつある」と断言した。メデジン麻薬連合は、全世界におけるコカイン市場の80%を管理していた。
また、エスコバルは南アメリカ大陸において最も由緒あるサッカー大会、「コパ・リベルタドーレス」 (Copa Libertadores) の1989年大会を制した「アトレティコ・ナスィオナル」 (Atlético Nacional, メデジンに本拠地を置くサッカークラブ) に資金を提供していた重要人物である、と広く信じられている。

## 殺人
エスコバルの権勢の絶頂期には、メデジン・カルテルの密売人は、アメリカ向けのコカインの輸送を成功させたのを理由に、コロンビアでのコカイン関連で得られる利益の20%から35%をエスコバルに渡していた。メデジン・カルテルが自身の覇権を維持するために闘争を続けた結果、コロンビアは瞬く間に世界でも指折りの殺人が跋扈する国となり、1991年には25100人、1992年には27100人が狼藉行為で殺された。この殺人率の飛躍的な上昇について、エスコバルが殺し屋に対して警察官を始末するよう依頼し、その報酬として彼らに金を与えており、それによって600人以上が死亡し、火に油を注いだのであった。

## 慈善事業
アメリカ合衆国政府やコロンビア政府からは目の敵にされていたエスコバルであったが、メデジンの住人の大半、とりわけ貧困層にとっては救い主のような存在でもあった。彼は広報活動に長けており、コロンビアの貧しい人々とのあいだで友好関係の構築に努めた。また、生来のスポーツ好きでもあったエスコバルは、サッカー競技場や様々なスポーツが可能な競技場を建設し、子供たちが所属するサッカー団に資金を提供する出資者でもあった。エスコバルはコロンビアの西部で住宅やサッカー競技場の建設も担当し、貧困層からの人気は高かった。
エスコバルは、人々から「ロビン・フッド」 (Robin Hood) を思わせる印象の醸成に努め、住宅建設事業や市民活動を通じてたびたびお金を配り、自身が出入りする町の地元住民から顕著な人気を獲得した。メデジンの住人の中には、エスコバルが警察に捕まらないよう見張り役を立てたり、当局から匿おうとすることでエスコバルを守ろうとする者もいた。また、エスコバルはメデジンの貧困地域に、住宅、公園、学校、競技場、教会を数百万ドル掛けて建設した。

## 「大聖堂」での生活
1989年8月18日、ルイス・カルロス・ガランがソアチャ (Soacha) の自治体で開かれた選挙行事に出席し、壇上に上がって演説を始めようとした矢先に銃撃を受けて殺された。ガランの暗殺計画には、エスコバルだけでなく、メデジン・カルテルの幹部の1人、ホセ・ゴンサロ・ロドリゲス・ガチャ (José Gonzalo Rodríguez Gacha)、コロンビア自由党の党員で、1974年に法務大臣を務めたアルベルト・サントフィミオ (Alberto Santofimio) も関わっていた。1984年4月30日、法務大臣で麻薬密輸を取り締まっていたロドリーゴ・ララ・ボニーヤ (Rodrigo Lara Bonilla) が、乗っていた車の中で殺された。彼の暗殺もエスコバルの命令によるものであった。ルイス・カルロス・ガランの暗殺において、アルベルト・サントフィミオがいかなる役割を果たしたかについての調査が実施された。サントフィミオは2005年に逮捕され、2007年10月に有罪を宣告され、懲役24年の刑を言い渡された。
1990年8月、コロンビア自由党のセサル・ガビリア (César Gaviria) が、コロンビア共和国の大統領に就任した。ガビリア政権は、エスコバル率いる麻薬カルテルの取り締まりに向けて動き出した。ガビリア政権はエスコバルと交渉し、刑期の短縮および収監中のエスコバルに優遇措置を実施するのと引き換えに、全ての犯罪活動を放棄・中止するよう説得しようとした。1991年、エスコバルは、当局と世論に圧力をかける目的で続けてきた一連の暴力的行為の終結を宣言し、コロンビア政府に投降した。エスコバルが投降する前に承認され、成立した1991年のコロンビア憲法では、コロンビア人のアメリカ合衆国への身柄引き渡しは禁止されていた。この法規は、エスコバルを始めとする麻薬密売組織が、憲法制定議会議員たちによる法案の可決に影響を及ぼした疑いがあるため、エスコバルの当局への投降は物議を醸した。
エスコバルは、「コカインの生産と配送における国際流通網を構築し、コカインの取引に反対する者や、取引の関係者のアメリカ合衆国への引き渡しに賛成するコロンビア国内の人物に対するテロリズムを指揮した」として告発されている。また、エスコバルは、司法長官、検事総長、大統領候補の殺害や、セサル・ガビリアを殺す目的で爆弾を仕掛け、大勢の人々が殺された1989年11月27日のアビアンカ航空203便爆破事件、1989年12月6日に発生した治安行政局の建物に自動車爆弾攻撃を仕掛けたDAS庁舎への襲撃事件でも指名手配を受けていた。
エスコバルは、サッカー競技場、巨大な人形屋敷、酒場、泡風呂、滝を備えた豪奢な私設刑務所「ラ・カテドラール」 (La Catedral, 「大聖堂」) に収容された。収監中、エスコバルの犯罪行為の記事が報道機関を通じて明るみに出るようになると、コロンビア政府は1992年7月22日にエスコバルの身柄をより刑務所らしい施設に移送することを決定した。自身の影響力の大きさから、エスコバルはその移送計画を事前に察知して「ラ・カテドラール」から脱獄し、警察の追跡から逃れるための潜伏生活に移った。

## 追跡
エスコバルが脱走したのち、アメリカ合衆国統合特殊作戦司令部 (DEVGRU〈SEAL Team Six〉と特殊作戦部隊の隊員で構成される）とアメリカ陸軍諜報支援活動部隊 (Intelligence Support Activity) が、エスコバルの捜索に参加した。彼らは、コロンビア警察傘下の特殊部隊でエスコバルを見付け出す目的で結成された「Bloque de Búsqueda」 (「ブロッケ・デ・ボスケダ」) に訓練を施し、助言を与えた。その後、アメリカ連邦政府およびコロンビア政府とエスコバルとの対立が長引き、エスコバルの敵対者が増えていくにつれて、「ロス・ペペス」 (Los Pepes) と呼ばれる自警団が結成された。これは「Los Perseguidos por Pablo Escobar」（「ロス・ペルセギードス・ポル・パブロ・エスコバル」）の頭文字から取ったもので、その意味は「パブロ・エスコバルに苦しめられた人々」である。この集団には、1980年代にエスコバルの元を離れたカリ・カルテル (Cali Cartel) やカルロス・カスターニョ (Carlos Castaño) 率いる右派準軍事組織（のちにコルドバとウラバの小作農自衛部隊に資金を提供した）が資金を提供しており、エスコバルの敵対者や、かつて彼の仲間だった人物が属していた。自警団の「ロス・ペペス」はエスコバルに対する復讐心を燃やして血腥い闘争を展開し、300人を超えるエスコバルの仲間、弁護士、親族を殺していき、メデジン・カルテルの財産の大半を毀損した。
エスコバルの捜索部隊「ブロッケ・デ・ボスケダ」およびコロンビアとアメリカの諜報機関は、「ロス・ペペス」と共闘したり、「ブロッケ・デ・ボスケダ」と「ロス・ペペス」の役割を同時に兼任する形で、エスコバルの捜索に努めた。この連携は、「ロス・ペペス」がエスコバルと残された数少ない同盟者を仕留める目的で情報の共有を通じて進められたとされているが、「ブロッケ・デ・ボスケダ」の一部の人間が「ロス・ペペス」内の暗殺部隊の作戦任務に直々に参加した、という報告もある。「ロス・ペペス」の頭目の1人にディエゴ・モリーヨ・ベハラノ (Diego Murillo Bejarano) がおり、かつてメデジン・カルテルに属していた。彼はエスコバルと対立した麻薬の売人であり、のちにコロンビア自衛軍連合 (Las Autodefensas Unidas de Colombia) の内部で影響力が強い派閥の一つの幹部となった。

## ビルヒニア・バゲーホによる証言

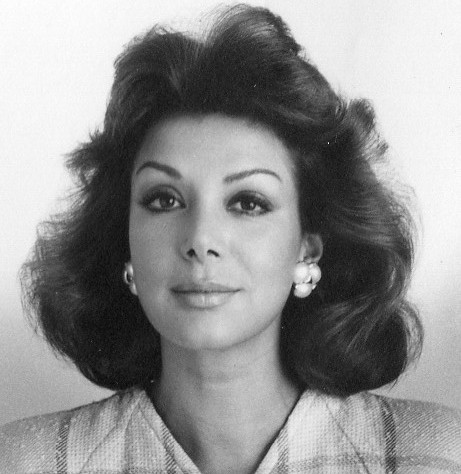
ビルヒニア・バゲーホ

コロンビアのジャーナリストで報道番組の総合司会者、ビルヒニア・バゲーホ (Virginia Vallejo) は、1983年から1987年にかけて、エスコバルと恋仲にあった。2006年7月4日、彼女は1989年のルイス・カルロス・ガラン暗殺事件の陰謀を企てた廉で告発されたアルベルト・サントフィミオへの裁判で、司法長官のマリオ・イグアラン (Mario Iguarán) に対して証言を申し出た。イグアランは、バゲーホが7月4日にイグアランの事務所に連絡していたにもかかわらず、この裁判の判事が裁判終了予定日の数週間前となる7月9日に公判を終了する決定を下した、と打ち明けた。その行動は手遅れである、と見られた。
2006年7月18日、バゲーホは注目を集めた刑事事件の調査に協力したことで、「身の安全と無事を守るため」、麻薬取締局 (Drug Enforcement Administration) が用意した特別便に搭乗し、アメリカ合衆国に移送された。
7月24日、サントフィミオがエスコバルに対して大統領候補のガランを殺すよう教唆した、とバゲーホがサントフィミオを非難する内容の番組が、コロンビアの「RCNテレビスィオン」で放映された。この番組は1400万人が視聴し、ガラン暗殺事件の再捜査において大きな役割を果たした。
バゲーホによるサントフィミオに対する告発の証言は、国際人権団体「Radio Nizkor」が保管している。
2011年8月31日、サントフィミオは24年の禁錮刑を言い渡された。サントフィミオは2007年の裁判で有罪を宣告されていたが上訴し、翌年に釈放されていた。コロンビアの最高裁判所はこの有罪判決を支持し、サントフィミオは2011年に再び刑務所に送られた。

### 最高裁判所包囲事件での役割
エスコバルについて著述している伝記作家の中で、1985年のコロンビア最高裁判所包囲事件においてエスコバルが果たした役割について詳しく説明しているのはバゲーホのみである。彼女はエスコバルがM-19に資金を提供した事実を書いているが、11人の最高裁判事、M-19の構成員、カフェテリアで働いていた従業員を含めて100人以上が殺された事実を挙げたうえで、この事件を鎮圧した軍隊を糾弾している。彼女の声明により、2008年にこの事件の再捜査が実施された。バゲーホは証言するよう要請され、彼女の著書とその証言で述べられた出来事の多くは、コロンビア真実委員会が確認した。
これらの出来事がきっかけとなり、コロンビア最高裁包囲事件に関してさらなる調査が行われた。コロンビア軍は、この事件のあとに拘束された人々を強制失踪 (Forced Disappearance) に追い込んでいた。これを理由に、元大佐のアルフォンソ・プラサス・ベガ (Alfonso Plazas Vega) と元将軍のヘソス・アルマンド・アリアス・カブラレス (Jesús Armando Arias Cabrales) が有罪判決を受け、それぞれ禁錮30年、禁錮35年の刑を言い渡された。
バゲーホはその後、ルイス・カルロス・ガラン暗殺事件についても証言した。
彼女は2007年に著書『Amando a Pablo, odiando a Escobar』（『パブロを愛し、エスコバルを憎む』）を出版し、その中で、「コロンビア大統領のアルフォンソ・ロペス・ミチェルセン (Alfonso López Michelsen)、エルネスト・サンペル (Ernesto Samper)、アルバロ・ウリベ (Álvaro Uribe) を含む数人の政治家が、麻薬カルテルとつながっている」と告発した。
脅迫を受けたことや、これらの事件の調査に協力したのを理由に、アメリカ合衆国政府は2010年6月3日にバゲーホの政治亡命を承認した。

## 死

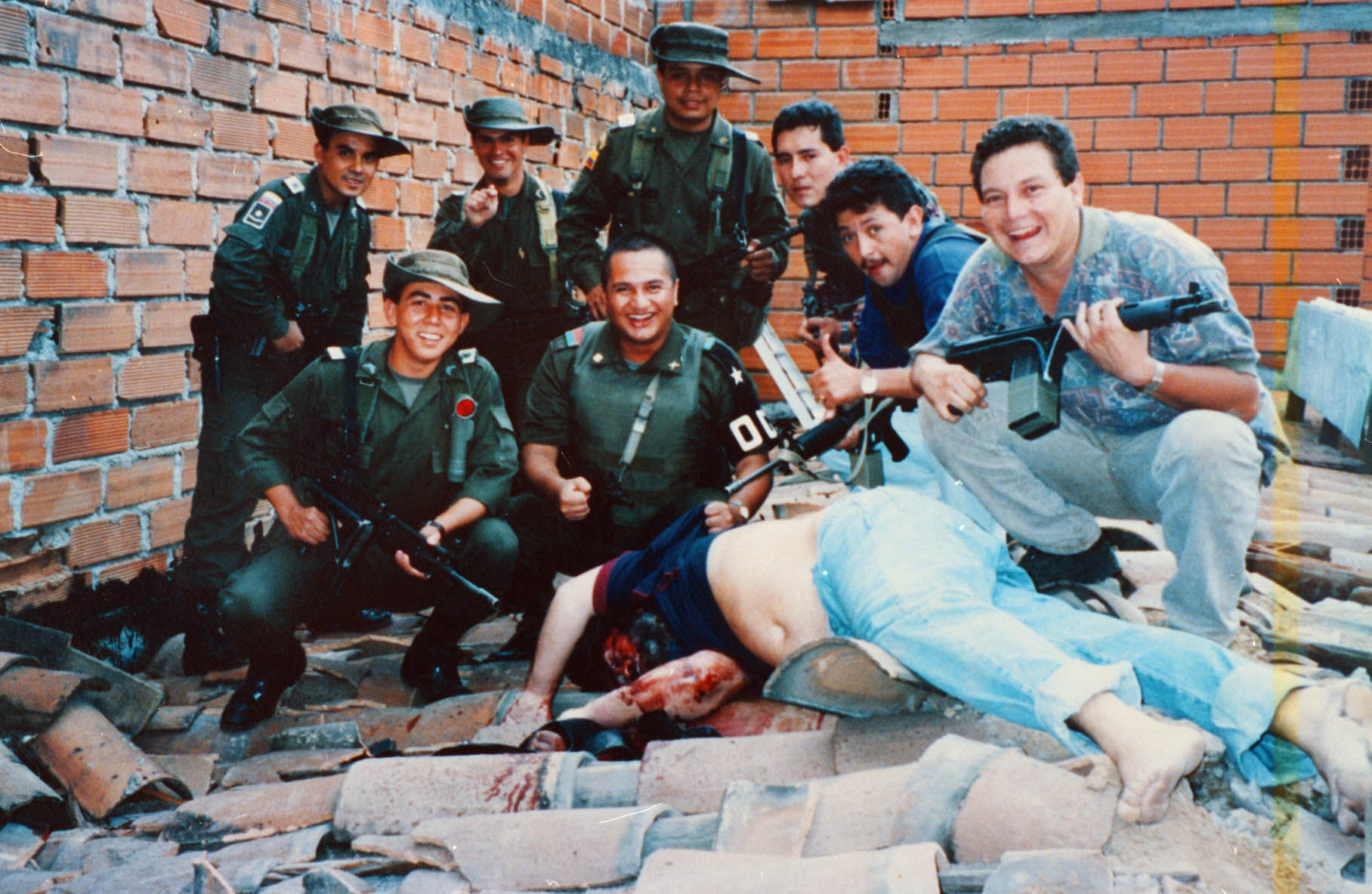
作戦終了後、エスコバルの遺体を前に笑顔で記念写真を撮る隊員たち

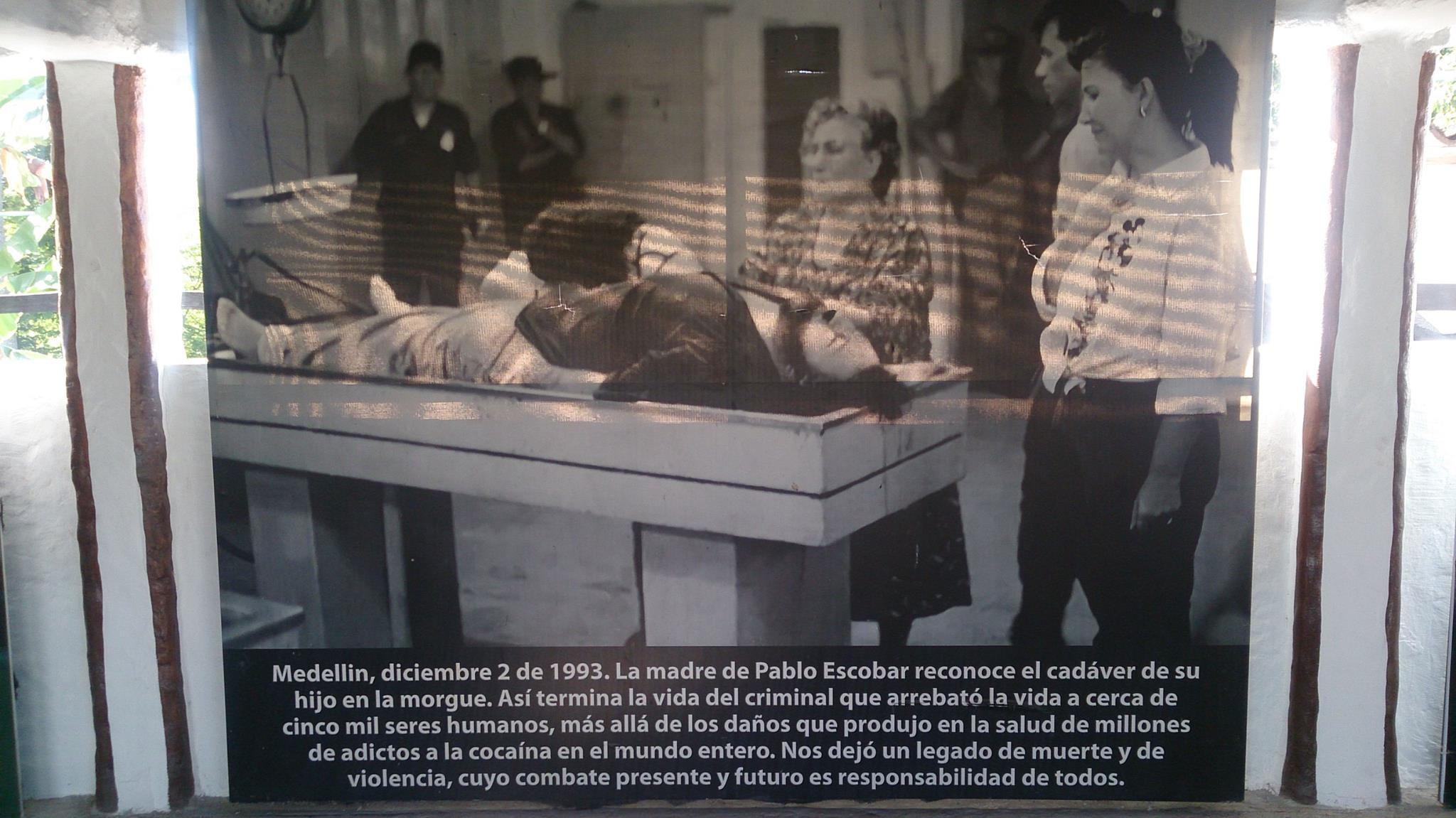
遺体安置所に収容されたエスコバルの遺体

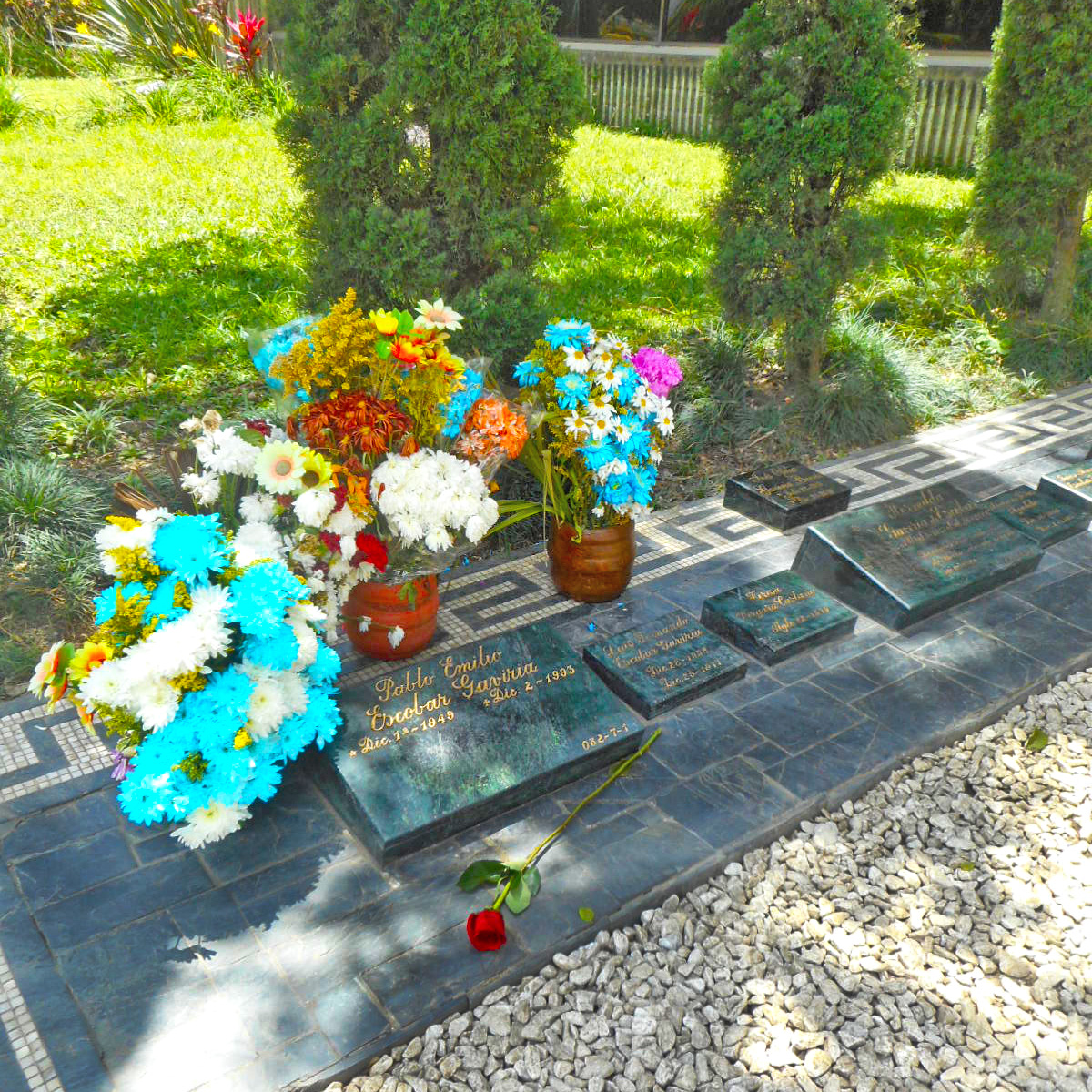
エスコバルの墓

エスコバルが「ラ・カテドラール」から脱走して16ヶ月の時が経過していた。1993年12月1日、エスコバルは44歳の誕生日を迎えた。エスコバルは捜索部隊による自分の家族への圧力とその脅威に追い詰められていた。12月2日、エスコバルは、メデジンの中流階級の建物「Los Olivos」に隠れていた。このとき、エスコバルは携帯電話を使って息子のホアンに電話をかけていた。ウーゴ・マルティネス (Hugo Martínez) 准将率いる電子監視団は、電子的な方向探知装置、無線三辺測量技術 (Radio Trilateration Technology) を活用してエスコバルが持っていた携帯電話の通信を傍受し、彼が隠れている場所を発見した。隠れていたエスコバルは、彼の忠実な部下であったアルバロ・デ・ヘスス・アグデロ (Álvaro de Jesús Agudelo) と一緒にいた。エスコバルが隠れていた建物を捜索部隊が包囲し、建物の中に突入した際、アグデロは部隊と対峙し、隊員たちの銃撃を受けて殺された。エスコバルはこの間に裸足のまま屋根に逃れた。エスコバルは拳銃を二丁隠し持っており、隣接していた別の建物の屋根を伝って裏通りに逃げ込もうとしていた。屋根の上を歩いていたエスコバルは、自分の後ろにいた警官に向けて発砲した。警官と、地上で待ち構えていた捜索部隊の隊員たちはその銃撃に反応する形でエスコバルに向けて発砲した。
エスコバルは、胴体、脚、そして、右耳の後ろに銃弾を受けた。右耳に受けた銃弾が致命傷となり、死亡した。
致命傷となった右耳への銃弾について、誰によるものなのかについては不明な点が多い。右耳への銃弾を撃ったのは誰か、致命傷となった銃弾は、「ブロッケ・デ・ボスケダ」の狙撃兵が撃ったものなのか、「ロス・ペペス」の狙撃兵が撃ったものなのか、については証明がなされておらず、エスコバルの最期の瞬間については様々な憶測が出ている。エスコバルの親族たちは、「彼は殺されたのではなく、自殺した」と考えている者が多い。エスコバルの兄・ロベルトは、「パブロは自ら耳を撃ち抜いて死んだ」と信じており、これを公式の見解として述べている。「パブロの死は自殺であって、殺されたわけではない。部隊に追われていたころのパブロは、毎日私にこう言っていたよ。もしも本当に逃げ場が無く、追い詰められた場合、『自分の耳を撃ち抜く』とね」。エスコバルは普段から「Preferimos una tumba en Colombia a una cárcel en Estados Unidos」（「アメリカの刑務所に入るぐらいなら、コロンビアの墓に入る」）と語っていた。息子・ホアンも、「父は殺されたのではなく、自殺した」と主張しており、上記の父の言葉を引用している。ホアンは2014年に著書『Pablo Escobar: My Father』（『我が父、パブロ・エスコバル』）を出版し、その取材訪問を受けた際、「父は生きたまま捕まるつもりは無かった」「父は防弾チョッキを装着した状態で銃弾を2発身体に受けたが、それは致命傷にはならなかった」と説明している。
「ブロッケ・デ・ボスケダ」を率いたウーゴ・マルティネス准将は、部下のウーゴ・アギラール (Hugo Aguilar) 軍曹が発砲した、という公式の見解を支持している。麻薬取締局の連邦捜査官で、エスコバルの追跡に同行したスティーヴン・E・マーフィー (Stephen E. Murphy) は、「エスコバルの耳の周辺を調べると、火器を用いた自殺や、かなりの至近距離での発砲を示す火傷の痕跡は見られなかった。これは明らかに自殺ではない。この数年後、彼の息子のホアンが『父は殺されたのではなく自殺した』と主張したので、エスコバルの死因を特定するのは重要であった。ある意味では、息子の主張は父親の最期を勇敢なものとして印象付けられるからだ」「エスコバルが着用していたダブル・ホルスターは、9mm拳銃と一緒に彼の死体の隣に横たわっていた。一方の銃のスライドが詰まっており、これはエスコバルが屋根の上に逃げるまでに弾丸が尽きたことを示している」「現場と証拠を検証したのち、コロンビア警察による見解を疑う理由は無い」と結論付けた。
父を失ったこの日、当時16歳だったホアンは怒りと憎しみに駆られて、集まったテレビ記者に対して「パパを殺したクソ野郎どもを1人ずつ殺してやる！」と叫んだ。

## 死後
エスコバルという絶対的な指導者を失った事で、メデジン・カルテルは崩壊した。その後のコカイン市場は、敵対していたカリ・カルテルが独占するようになった。1990年代半ばにその首領が殺されるか、コロンビア政府に捕えられるかするまで続いた。ロビン・フッドを思わせるエスコバル自身の影響力は、メデジンにて長きに亘って作用し続けてきた。生前にエスコバルが援助していた街の貧困層の住人は彼の死を悼み、その葬儀には25,000人を超える人々が参列した。エスコバルの支持者の中には、エスコバルを聖人と見なし、天佑神助を得るために彼に対して祈りを捧げる者もいる。エスコバルの葬儀に参列した者の中には「近い将来、人々は聖人に祈りを捧げるが如く、エスコバルの墓前で祈りを捧げるだろう」と述べた者も出た。

## 資産
エスコバルはアメリカ合衆国にも自分名義の家を所有していた。フロリダ州マイアミ・ビーチ、「5860 North Bay Road」にある、広さ604平方メートルで寝室が4つあり、海岸に面した桃色の邸宅である。1948年、フロリダ州東南部、大西洋に面するビスケイン湾 (Biscayne Bay) に建てられたこの広大な地所は、1980年代にアメリカ連邦政府に接収された。その後、老朽化したこの不動産物件は、ファスト・フードの連鎖店「チキン・キッチン」 (Chicken Kitchen) の経営者、クリスチャン・デ・ベルドゥワーレ (Christian de Berdouare) が2014年に買い取っていた。のちにデ・ベルドゥワーレは、記録映画の撮影隊と専門職の財宝探しを雇い、エスコバルやメデジンに関連するものが無いかどうか、解体前後の建築物の内部を探索させた。のちに彼らは、床や壁に空いていた風変わりな穴や正式な調査を受ける前に大理石でできた床の穴の中から、盗まれた金庫を発見した。
エスコバルは、カルタヘナ (Cartagena) から約35 km離れたイスラス・デル・ロサリオ (Islas del Rosario,「ロサリオ島」) を構成する、27あるサンゴ群島のうちの最大の島でカリブ海に浮かぶイスラ・グランデ (Isla Grande,「巨大な島」) にて、巨大な保養地も所有していた。全体の半分が取り壊され、草木に覆われ、野生動物が生息するこの屋敷群には、大邸宅、集合住宅、中庭、広いプール、ヘリコプターの離着陸場、強化ガラスによる窓、瓦でできた床、大邸宅の脇に建っている、大きいが未完成の建物がある。

### アスィエンダ・ナポレス

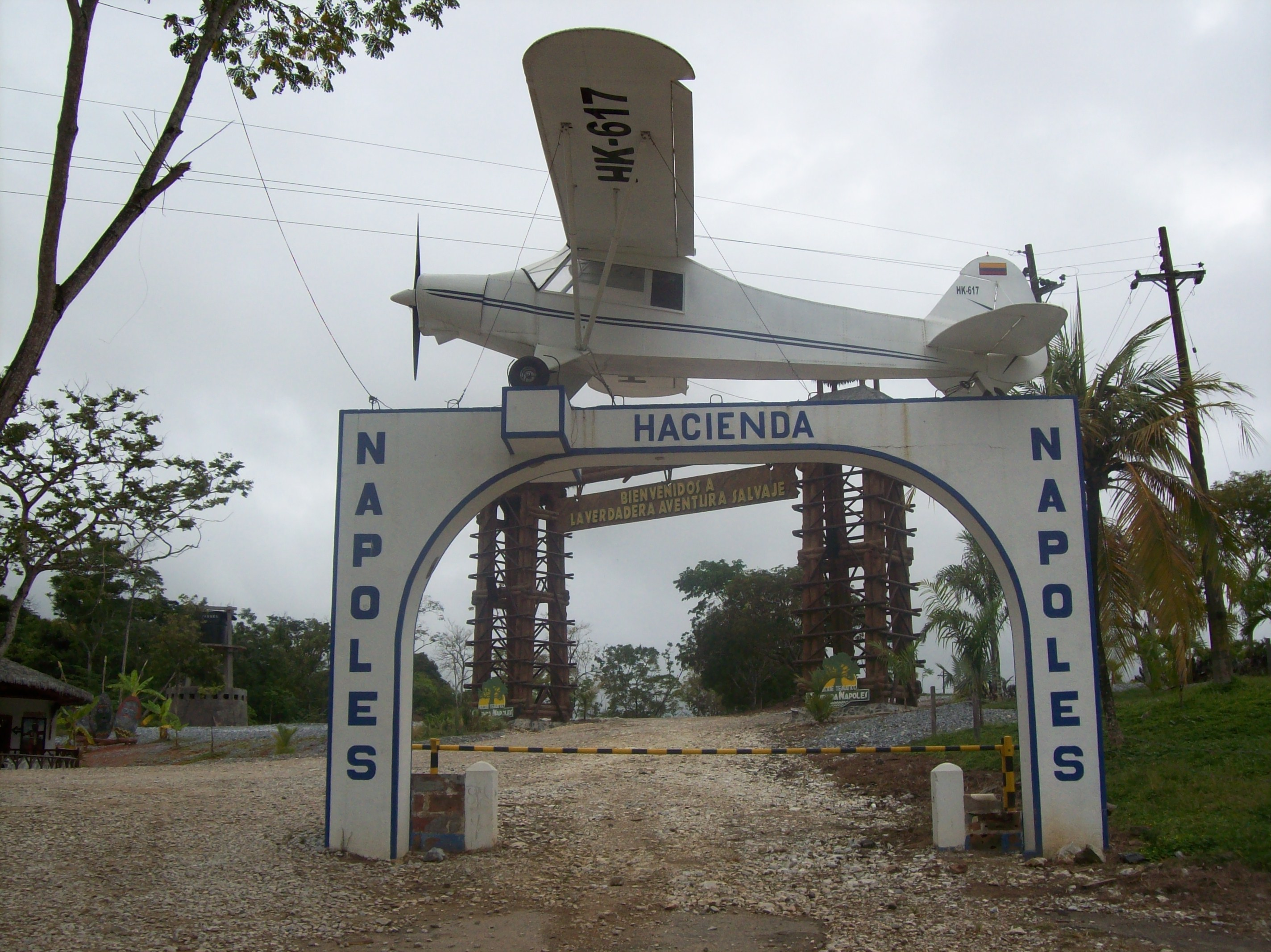
エスコバルが建設した私有地、「アスィエンダ・ナポレス」の出入り口の門

富を得たエスコバルは、数多くの邸宅や隠れ家を建設、あるいは購入したが、その中でもとくに知名度が高いものが「アスィエンダ・ナポレス」 (Hacienda Nápoles, 「Hacienda」はスペイン語で「農園」「大農場」の意) であった。ここには、植民地様式の建物、彫刻公園、象、外来種の鳥、キリン、カバを含む動物がいる動物園もあった。エスコバルはこの近くにギリシア様式の城塞の建設も計画しており、実際に開始されたものの、完成することは無かった。
エスコバルの死後、アスィエンダ・ナポレスにあった牧場、動物園、城塞は、 (Extinción de Dominio,「領地絶滅」) という法律に基づき、コロンビア政府から低所得者の世帯に譲渡された。のちにこの地所は、動物園を見渡せる4軒の高級ホテルに囲まれた遊園地に変わった。

### 法人
2014年、パブロ・エスコバルの兄、ロベルト・エスコバルは、スウェーデン人のオロフ・K・グスタフソン (Olof K. Gustafsson) とともに、株式会社「エスコバル」を立ち上げ、カリフォルニア州にて、弟の株式を相続する権利を登録した。

### カバ
エスコバルは、アスィエンダ・ナポレスに施工した私設動物園にて、四頭のカバを飼育していた。エスコバルの死後、これらのカバを捕らえたり移動させたりするのは不可能に近い、と判断されたことで、手つかずのまま放置されていた。2007年の時点で、カバはいつしか16匹に増えており、近くにあるマグダレーナ川 (Río Magdalena) で餌を求めて彷徨うようになった。2009年、これらのカバのうち、成獣2頭と幼獣1頭が群れから抜け出し、人間を襲い、畜牛を殺した。「ペペ」と呼ばれた成獣1頭が、地元当局の許可を得て、猟師に射殺された。
2014年の時点で、アンティオキア県プエルト・トリウンフォ (Puerto Triunfo) にて、エスコバルが飼育していたカバが40頭に増えたという。このまま放置されれば、今後10年で個体数が2倍以上に増える可能性があるという。
アメリカの有料テレビ番組「ナショナル・ジオグラフィック・チャネル」 (The National Geographic Channel) は、『Cocaine Hippos』（「コカインのカバ」）と題した記録番組を放映した。
イェール大学が発行する学生雑誌に掲載された記事では、地元の環境保全主義者の団体が動物を守るための活動を続けているが、「動物をどうするのか、という明快な計画はない」と指摘されている。
2018年、科学雑誌『ナショナル・ジオグラフィック』は、これらのカバに関する別の記事を掲載した。「カバの存在が有益か、有害か」について、環境保全主義者たちの間で論争が起こっていたが、環境保護の活動家や地元の住人（とりわけ観光業界）は、カバの存続をほぼ支持しているという。
コロンビア政府は、2021年10月までにこれらのカバを不妊にさせる薬品を用いて彼らが繁殖できないようにする計画を開始した。

### 建物の解体
2019年2月22日、現地時間の午前11時53分、メデジン当局はエル・ポブラード (El Poblado) にある6階建ての集合住宅、「エディフィスィオ・モナコ」 (Edificio Mónaco) を取り壊した。コロンビアの退役軍人で元将軍のロッソ・ホセ・セラーノ (Rosso José Serrano) によれば、ここはエスコバルが恥知らずなテロ計画を練る際に使っていた建物であったという。この建物は、最初はエスコバルの妻のために建てられたが、1988年にカリ・カルテルが起こした自動車爆弾テロで破壊され、それ以来無人状態のままであった。2016年から2019年までメデジン市の市長をやっていたフェデリーコ・グーティエレス (Federico Gutierrez) は、この建物を取り壊し、その跡地に、4人の大統領候補と約500人の警察官を含む、メデジン・カルテルの犠牲者たち数千人に向けた記念碑公園を建てようとしていた。コロンビア大統領イバン・ドゥケ (Ivan Duque) は、エスコバルが死亡した当時、17歳であった。建物の取り壊しについて、ドゥケは「歴史とは、悪事を働く者の見地からではなく、犠牲者の存在を十分に意識して書かれるものです」と述べた。

## 私生活と家族

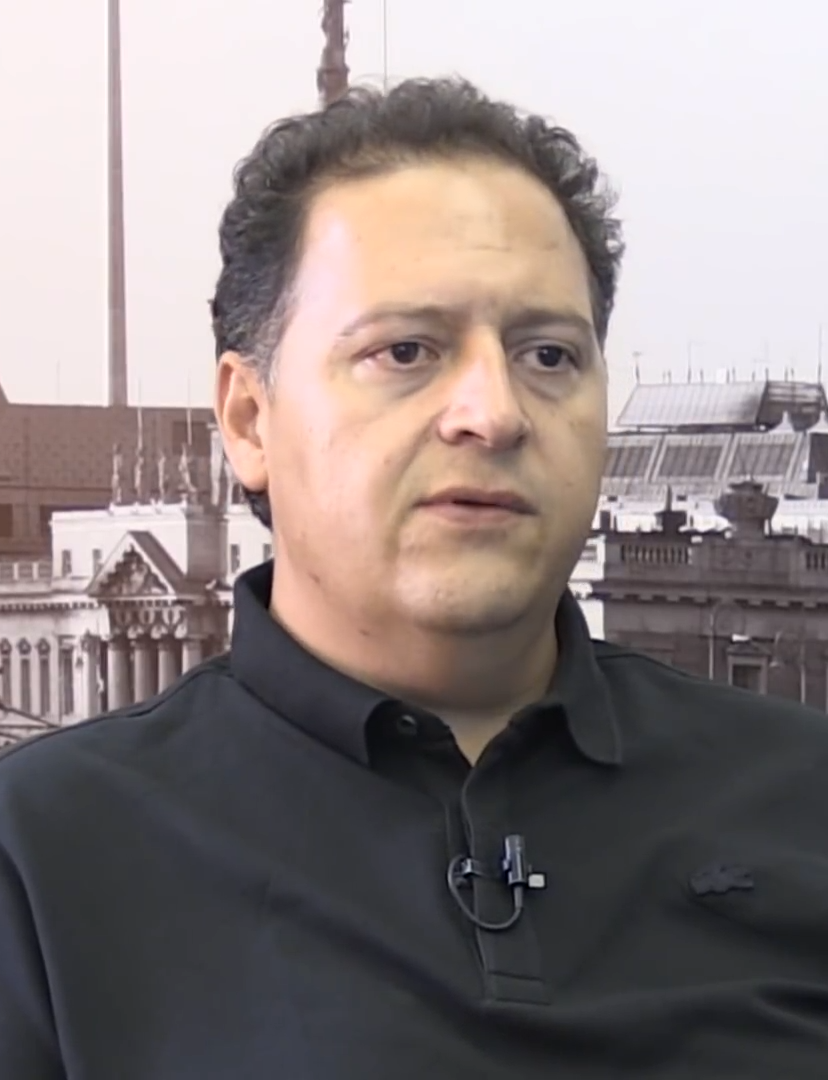
エスコバルの息子ホアン

1976年3月、当時26歳のエスコバルは、マリア・ビクトリア・エウヘニア・エナーオ (María Victoria Eugenia Henao) と結婚した。2人が出会ったのは1974年で、マリアは当時13歳であった。エスコバルを「社会的に下等な存在」と見なしたエナーオの家族に交際を阻止されると、二人は駆け落ちした。1977年に息子のホアン・パブロ・エスコバル・エナーオ (Juan Pablo Escobar Henao）が生まれ、1984年には娘のマヌエラ (Manuela Escobar) が生まれた。
ジャーナリストのビルヒニア・バゲーホが2007年に出版した『Amando a Pablo, odiando a Escobar』（『パブロを愛し、エスコバルを憎む』）の中では、彼女がエスコバルと恋仲にあった過去や、コロンビアの大統領数人、カリブ海の独裁者、著名な政治家とエスコバルとの繋がりについて記述されている。この本は、2017年の映画『Loving Pablo』の製作に着想を与えた。
女の麻薬販売業者で「La Viuda Negra」（「邪悪な未亡人」）の渾名で呼ばれたグリセルダ・ブランコ (Griselda Blanco, 1943 - 2012) も、人目に付かない形でエスコバルと情熱的な関係にあったとされる。彼女が残した日記の中では、自身とエスコバルとの繋がりについて、「Coque de Mi Rey」（「我がコカインの帝王」）」、「Polla Blanca」（「白いおちんちん」）という言葉で表現している。
エスコバルが長きに亘って何人もの女性と不倫関係にあったにもかかわらず、マリアは夫を支え続けた。カリ・カルテルの構成員は、「女性はどのように振る舞うべきか」を示すため、パブロとマリアの会話を録音し、それを自分たちの妻に向けて再生して聞かせるほどであった。マリアの振る舞いは、エスコバルの死後、カリ・カルテルがエスコバルの繰り広げた闘争に対して数百万ドルもの賠償金を要求した一方で、エスコバルの家族は殺さなかった根拠にもなった。マリアは、息子のホアンがカリ・カルテルに報復しないこと、麻薬の取引に参加しないことを自ら保証し、それによって息子の命についての取り決めすらも成功させている。
エスコバルの死後、残された家族は亡命しようとするも、受け入れる国が見付からず、1995年にコロンビアから逃れる形で、アルゼンチンに移住するに至った。
妻・マリアは当初は偽名で不動産業を始めて成功を見せたが、仕事仲間の一人に正体を見破られると、マリアは事業で得た収入とともに行方をくらました。地元の報道機関に通報された彼女は、エスコバルの未亡人であることが発覚したことで18ヶ月間収監され、その間に金銭面での調査が行われた。しかし、当局は彼女の現金を違法行為と結び付けることができず、マリアは釈放された。
ホワン・エスコバルの著書『Pablo Escobar: My Father』によれば、夫に対するマリアの印象は以下のとおりである。
「いたずらっ子を思わせる、その笑顔に心を奪われたわ。彼は愛情深く、見ていてうっとりする、素晴らしい恋人よ。『人を助けたい』という彼の意欲と、窮乏している人々に対する思い遣りに惚れたの。彼と一緒に、貧しい人たちのために学校を建てることを夢見ていた場所まで、よく車で出かけたものよ。初めて出会ったときから、彼は情に厚い人だったわ」
妻・マリアは、のちに「マリア・イサベル・サントス・カバゲロ」 (María Isabel Santos Caballero) に改名した。彼ら一家はブエノス・アイレスで暮らしている。1994年6月8日、彼ら一家はコロンビア当局により、名前を変えることを許された。息子のホアンは学校に入学し、建築を学んだ。学校では、彼がエスコバルの息子であることを誰も知らなかったという。ホアンは「セバスティアン・マロキン・サントス」 (Sebastián Marroquín Santos) という名前で、アルゼンチンにて建築家として働いている。ホアン自身は麻薬取引に関与したことは一度も無い。
娘・マヌエラは、アルゼンチンで家族と共に亡命生活を送る中、自身の名前を「ホアナ・マヌエラ・マロキン・サントス」 (Juana Manuela Marroquín Santos) に改名した。
2018年6月5日、アルゼンチンの連邦判事、ネストール・バラール (Nestor Barral) は、「セバスティアン・マロキンは、コロンビアの麻薬密売人2人と資金洗浄に関与した」として告発した。判事は一人につき約100万ドルの資産の差し押さえを命じた。また、マリアとホアンは1999年に資金洗浄の疑いで逮捕された過去があるが、起訴を取り下げられている。
アルゼンチンの映画監督、ニコラス・エンテル (Nicolás Entel) は、記録映画『Sins of My Father』（「父の犯した過ち」）を2009年に公開した。この映画は、1984年に暗殺されたコロンビアの法務大臣、ロドリーゴ・ララの息子たちと、1989年に暗殺されたルイス・カルロス・ガランの息子たちに、死んだ父に代わって許しを請うマロキンの尽力を記録したものである。ホアンはこの映画で、父・エスコバルの行為について謝罪している。この映画は、2010年のサンダンス映画祭で上映され、アメリカ合衆国では2010年10月にHBOで初めて放送された。
2014年、マロキンは自身の出生名で『Pablo Escobar: My Father』（『我が父、パブロ・エスコバル』）を出版した。この本では、父親の人生の詳細について直に接して洞察し、父親の死が家族にもたらした根源的な崩壊の影響について描写している。マロキンは、1990年代の父の逸脱行為に関する不正確な情報の解決に望みをかけて、この本の出版を目指した。
エスコバルの妹、ルース・マリーア・エスコバル (Luz Maria Escobar) もまた、兄による犯罪行為を償うため、さまざまな行動に出た。報道機関を介して公式の声明を発表し、エスコバルの犠牲となった者たちの墓に手紙を残し、兄の死から20年が経過した際に、エスコバルの犠牲となった者たちに向けた公開記念式典が開催された。
2006年10月28日、エスコバルの遺体が一部親族からの要請を受けて掘り起こされた。「棺の中の遺体が本当にエスコバル本人なのかどうか」、そして、「私生児がいるのではないか」との疑惑を受けて、確認のためにDNAの標本を採取し、両親の隣に12年間埋葬されていた彼の遺体の身元に関する全ての疑いを晴らすためであった。エスコバルの遺体が発掘される様子は動画に収められ、その動画は「RCNテレビスィオン」が放映した。エスコバルの兄・ロベルトと従兄弟のニコラスがこの動画の放送を許可した。この動画が公開されたことに対して息子・ホアンは怒りを露わにし、2人を「死の商人だ」と強く非難した。
パブロ・エスコバルの宗教はキリスト教であり、本人も敬虔なローマ・カトリック教会の信者であった。

## 大衆文化
エスコバルは、書籍、音楽、映画、ドラマの題材にもなっている。

### 関連書籍
- McAleese, Peter (1993). No Mean Soldier. Cassell
- Gabriel García Márquez (1996). Noticia de un secuestro. Penguin Books. ISBN 978-0140262476
- Bowden, Mark (2001). Killing Pablo: The Hunt for the World's Greatest Outlaw. Atlantic Monthly Press. ISBN 978-0871137838[97]…エスコバルが「ブロッケ・デ・ボスケダ」「ロス・ペペス」に殺され、メデジン・カルテルが解体されるまでを描いている[98]。
- Virginia Vallejo (2007). Loving Pablo, Hating Escobar. Penguin Random House
- Escobar, Roberto (2010). Escobar. Hodder Paperbacks. ISBN 978-0340951101
- Escobar Gaviria, Roberto (2016). My Brother – Pablo Escobar. Escobar, Inc. ISBN 978-0692706374
- Escobar, Juan Pablo (2016). Pablo Escobar: My Father. Thomas Dunne Books. ISBN 978-1250104625
- Shaun Attwood (2016). Pablo Escobar: Beyond Narcos. CreateSpace Independent Publishing Platform. ISBN 978-1537296302
- Shaun Attwood (2016). American Made: Who Killed Barry Seal? Pablo Escobar or George HW Bush. CreateSpace Independent Publishing Platform. ISBN 978-1537637198

### 映画
- Blow (2001) …メデジン・カルテルの構成員の1人の生涯を基にした犯罪伝記映画。
- Pablo Escobar: The King of Coke …『ナショナル・ジオグラフィック・チャネル』による記録映画で、テレビで放映された。保管映像が公開され、関係者による解説が行われた[99][100]。
- Escobar (2009) …オリヴァー・ストーン (Oliver Stone) による製作予定の映画であった。オリヴァー・ストーンは、「これは、体制に挑んだ興味をそそる男の物語だ。1983年の映画『スカーフェイス』、それと、おそらくはアリ・ゴールドにも感謝しないといけない気がするよ」と語った[101]。しかし、ストーンが2008年に伝記映画『ブッシュ』の製作に携わると、製作は停滞となった。この映画『Escobar』は未だに公開されていない[102]。
- Killing Pablo (2011) …マーク・ボウデン (Mark Bowden) による2001年の著書を映画化する計画で[97][98]、ベネズエラ人の俳優、エドガー・ラミレス (Édgar Ramírez) がエスコバルを演じる、と発表された[103][104]。しかし、2008年12月に、この映画の製作を担当していたボブ・ヤリ(Bob Yari) が破産申請を出した[105]。
- Escobar: Paradise Lost …波乗り遊びが好きな青臭い青年が1人の少女と恋に落ちるが、その少女はエスコバルの姪であることが判明する。
- Loving Pablo …ビルヒニア・バゲーホによる2007年の著書『Loving Pablo, Hating Escobar』を映画化した、伝記犯罪ドラマ映画。スペインで製作・公開された。ハビエル・バルデム (Javier Bardem) がエスコバルを、ペネロペ・クルース (Penélope Cruz) がバゲーホを演じた。監督はフェルナンド・レオン・デ・アラノア (Fernando León de Aranoa)。言語は英語[106]。
- 『バリー・シール/アメリカをはめた男』 (American Made) …メデジン麻薬連合のために麻薬を密輸していた航空操縦士、バリー・スィール (Barry Seal) を題材にした映画。バリーを演じたのはトム・クルーズ[107]。

### テレビ番組
- 2005年、連続犯罪記録番組『Mugshots』は、「Pablo Escobar - Hunting The Druglord」（「パブロ・エスコバル - 麻薬王の追跡」）と題したエスコバルに関する出来事を紹介した[108]。
- 2007年に「HBO」で放送された『Entourage』（「側近」）にて、アドリアン・グレニエ (Adrian Grenier) が、劇中で放映された架空の映画『Medellín』の中で、「ヴィンセント・チェイス」 (Vincent Chase) という役を演じ、このヴィンセントがエスコバル役に起用されている[109]。
- 「ESPN」による連続番組『30 for 30』が2010年に放送した『The Two Escobars』は、1994年に開催されたサッカー・ワールドカップにて、コロンビアでのサッカーと同国の犯罪組織（とくに、メデジン麻薬連合）との関係について回想している。題名にある「The other Escobar」（「もう1人のエスコバル」）とは、コロンビア代表のディフェンダー、アンドレス・エスコバル (Andrés Escobar) を指す（パブロ・エスコバルとは直接の関係は無い）。彼は1994年のFIFAワールド・カップにて、第二試合の相手であったアメリカ代表との戦いで、誤って自殺点 (Own Goal) を決めてしまい、コロンビア代表が敗退する一因を作った[110]。彼は1994年7月2日の深夜、38口径の銃で撃たれて殺された[111][112]。伝えられるところでは、兇徒の1人は、アンドレスを撃ち殺す際に「自殺点を決めてくれてありがとよ。このクソ野郎が！」と言い放ったという[112]。
- 2012年、「カラコルTV」は、『Pablo Escobar: El Patrón del Mal』（「悪の親玉、パブロ・エスコバル」）を製作し、5月28日に放送を開始した。このドラマでは、コロンビア人の俳優、アンドレス・パラ (Andrés Parra) がエスコバルを演じた。このドラマは、2008年から2011年までメデジン市の市長を務めた、アロンソ・サラサール (Alonso Salazar) による著書『La parábola de Pablo』（「パブロの寓話」）を基にしている[113]。アンドレス・パラは、2013年のドラマ『El Señor de los Cielos』（「我が主」）でもエスコバルを演じた。
- 『Netflix』で配信されたドラマ『ナルコス』の第一期及び第二期では、エスコバルの生涯を描いている。このドラマでは、ヴァグネル・モウラ(Wagner Moura)がエスコバルを演じた[114][115]。
- 2016年、「ナショナル・ジオグラフィック・チャネル」は記録番組『Facing』を放送し、その中で、エスコバルに関する挿話を取り上げた[116]。
- 2018年1月24日、Netflixは、68分間の記録番組『Countdown to Death: Pablo Escobar』（「パブロ・エスコバル、死への秒読み」）を公開した。サンティアゴ・ディアス (Santiago Diaz) とパブロ・マルティン・ファリーナ (Pablo Martín Farina) が監修した[117][118]。
- 「Fox Telecolombia」は、2019年に連続テレビ番組『El General Naranjo』（「ナランホ将軍」）を制作し、5月24日に放送した。コロンビア人の俳優、フェデリーコ・リベラ (Federico Rivera) がエスコバルを演じた。
- 2021年、BBCテレビは、『Killing Escobar』と題した記録番組を制作・放送した。スコットランド人の傭兵、ピーター・マカリース (Peter McAleese) 率いる団が、エスコバルを暗殺しようとするも失敗に終わった話を取り上げている。マカリースは、1989年にカリ・カルテルと契約を結んだ。

### 音楽
- アメリカのラッパー、「E-40」が2013年に発表した曲『Pablo』は、エスコバルの残した置き土産に対する頌歌である[119]。
- アメリカのラッパー、カニエ・ウエスト (Kanye West) が2016年に発表したアルバムの題名『The Life of Pablo』は、「パブロ」の名前から着想を得て、パウロ、パブロ・ピカソ (Pablo Picasso)、そして、パブロ・エスコバルの名にちなんでいる[120]。